# Wojciech Kuliski Bokiej
Wojciech Kuliski Bokiej herbu własnego – podstoli drohicki w latach 1648–1674.
W 1674 roku był elektorem Jana III Sobieskiego z województwa podlaskiego.